# إغناثيو ألكوسر
إغناثيو ألكوسر (بالإسبانية: Ignacio Alcocer) هو عالم إنسان وطبيب مكسيكي، ولد في 1870 في سالتيو في المكسيك، وتوفي في 1936.